# Arambourgia
Arambourgia — вимерлий монотипний рід алігаторових крокодилів з Європи. Він був названий у 1905 році як Allognathosuchus gaudryi. У 1940 році він був виділений в окремий рід Arambourgia. У 1990 році він був синонімічним до Allognathosuchus haupti (тепер відомий як Hassiacosuchus haupti), але пізніше знову був перепризначений як окремий рід у 2004 році. Ймовірно, Арамбургія була частиною раннього розселення алігаторин з Північної Америки до Європи в еоценову епоху. Арамбургія мала незубчасті зуби та глибоку орієнтально-стральну морду, на відміну від більш плоскої морди більшості інших алігаторидів.
Нещодавні дослідження послідовно визнали Arambourgia членом Alligatorinae, хоча його відносне розміщення є спірним.